# Katholische Kirche Pleif

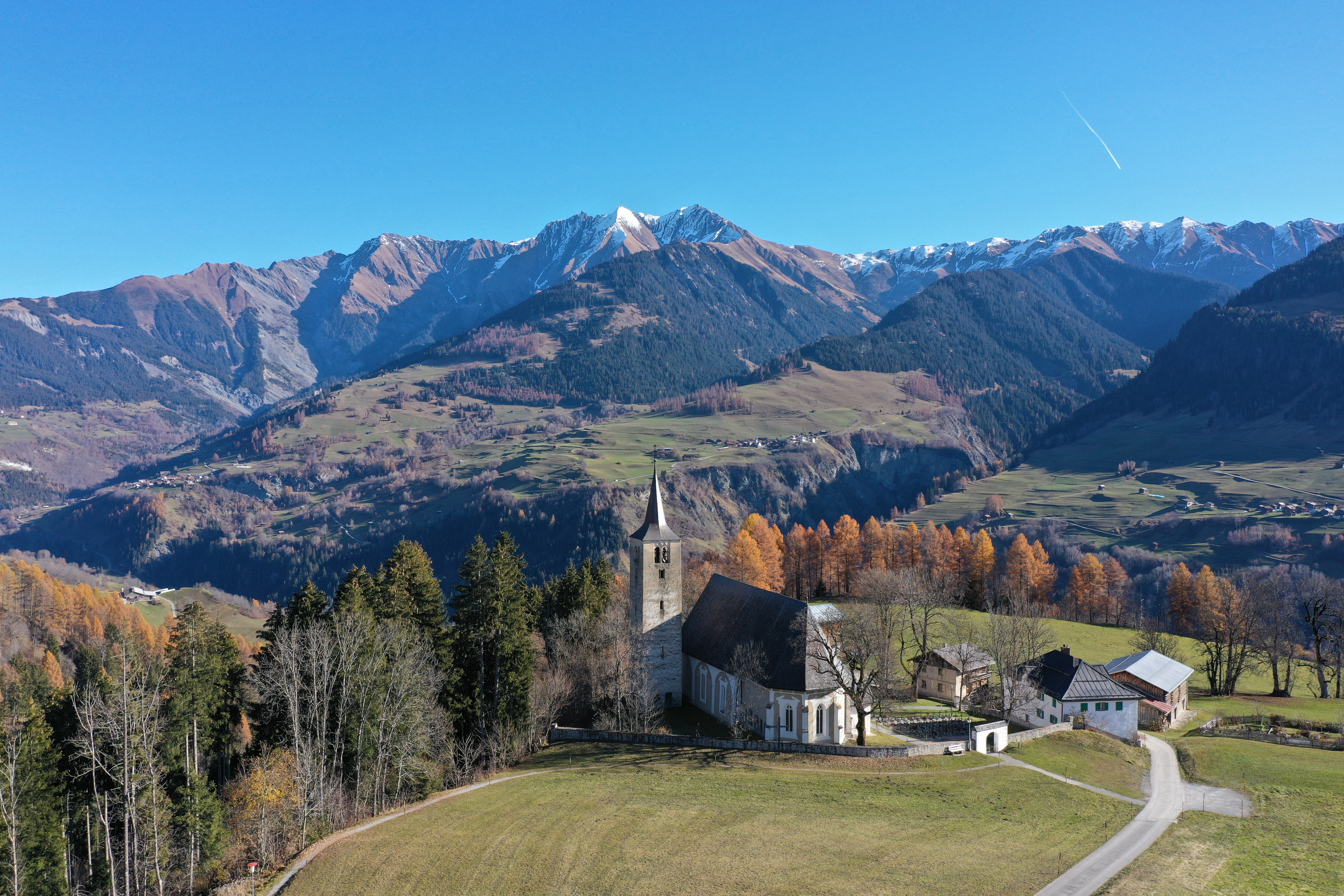
Blick nach Südosten

Die katholische Kirche Pfleif (auch Pfarrkirche S. Vintschegn in Pleif genannt) in der Gemeinde Lumnezia im Kanton Graubünden in der Schweiz ist die älteste Kirche im Val Lumnezia.  Sie ist Vinzenz von Agen geweiht.

## Geschichte
Urkundlich erwähnt wird die Kirche in Pleif erstmals einem karolingischen Urbar von ca. 840 als ecclesia plebeia ad San Vincentium. (Von Plebs leitet sich auch der Name Pleif ab; im Rätoromanischen hat Pleiv die Bedeutung von Kirchgemeinde.) In einem Ablassbriefen von 1322 und 1345 wird die Kirche ecclesia St. Vincentii in Burge genannt. Der Name Pleif taucht erstmals 1643 in einem bischöflichen Visitationsbericht auf.
Im 9. Jahrhundert war die Kirche von Pleif noch Reichslehengut, hundert Jahre später war sie zuerst im Besitz der Welfen, dann kam sie zum Vermögen des Konstanzer Domkapitels, das in Churrätien umfangreiche Grundstücke besass. Im 14. Jahrhundert erscheint Pleif im Besitz der Freiherren von Belmont, 1371 ging sie durch Erbschaft an die Freiherren von Sax und 1483 an den Bischof von Chur.
1913/14 erhielt die Kirche ein neues Dach, 1930/31 wurde sie im Innern restauriert. Bei der letzten Renovation 1982 wurde auch die Empore neu errichtet.

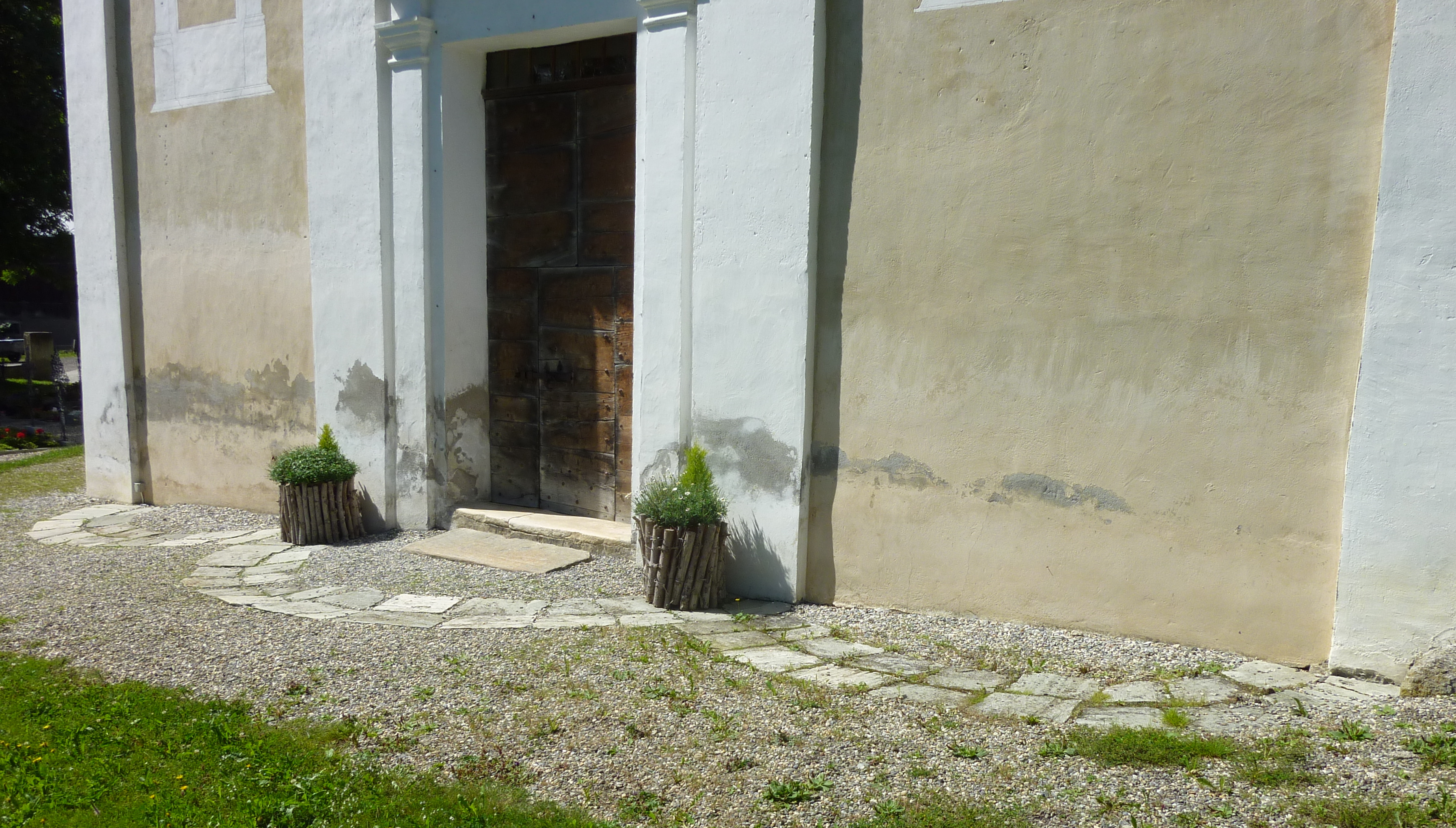
Lage der alten Apsiden
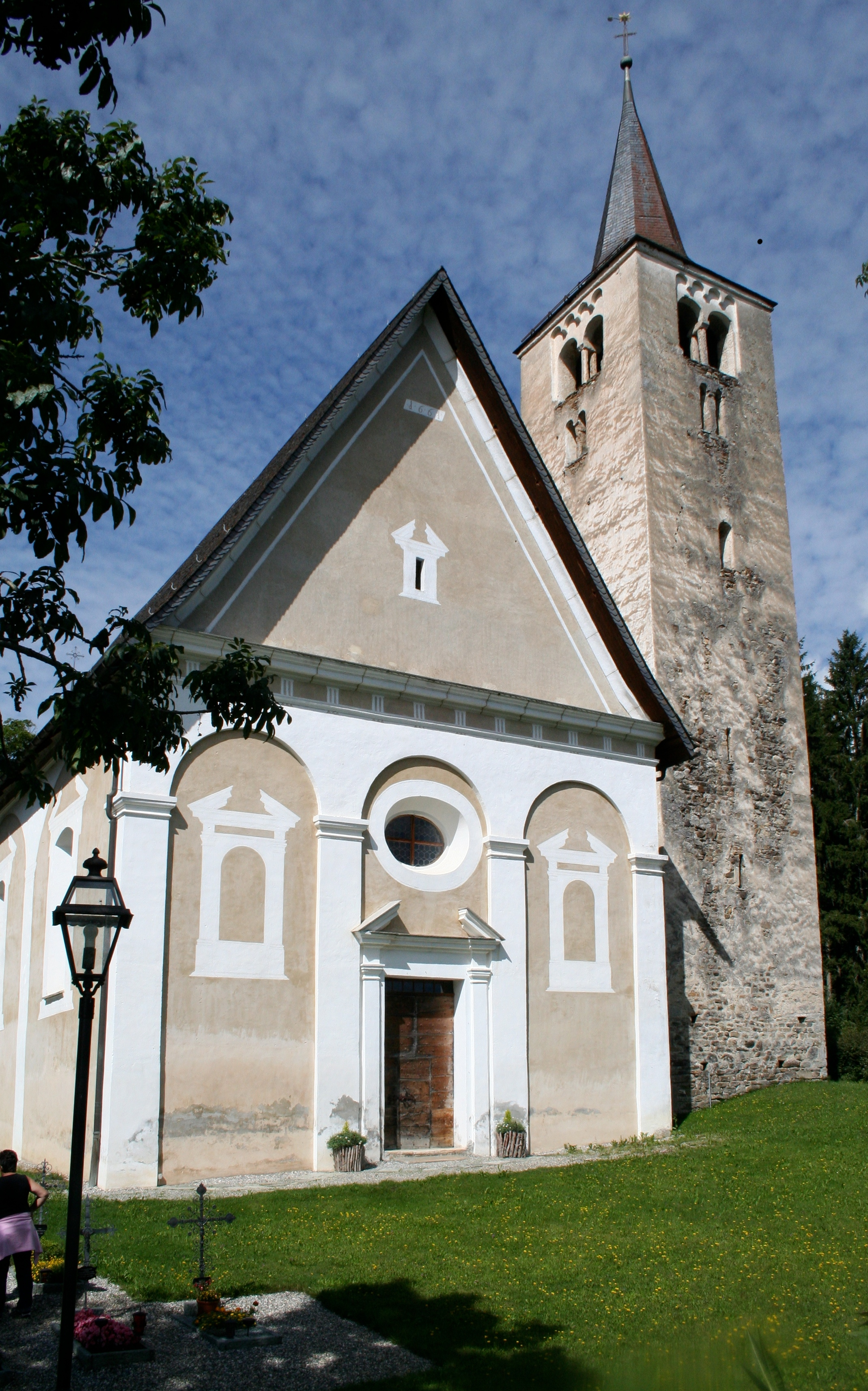
Ostfassade
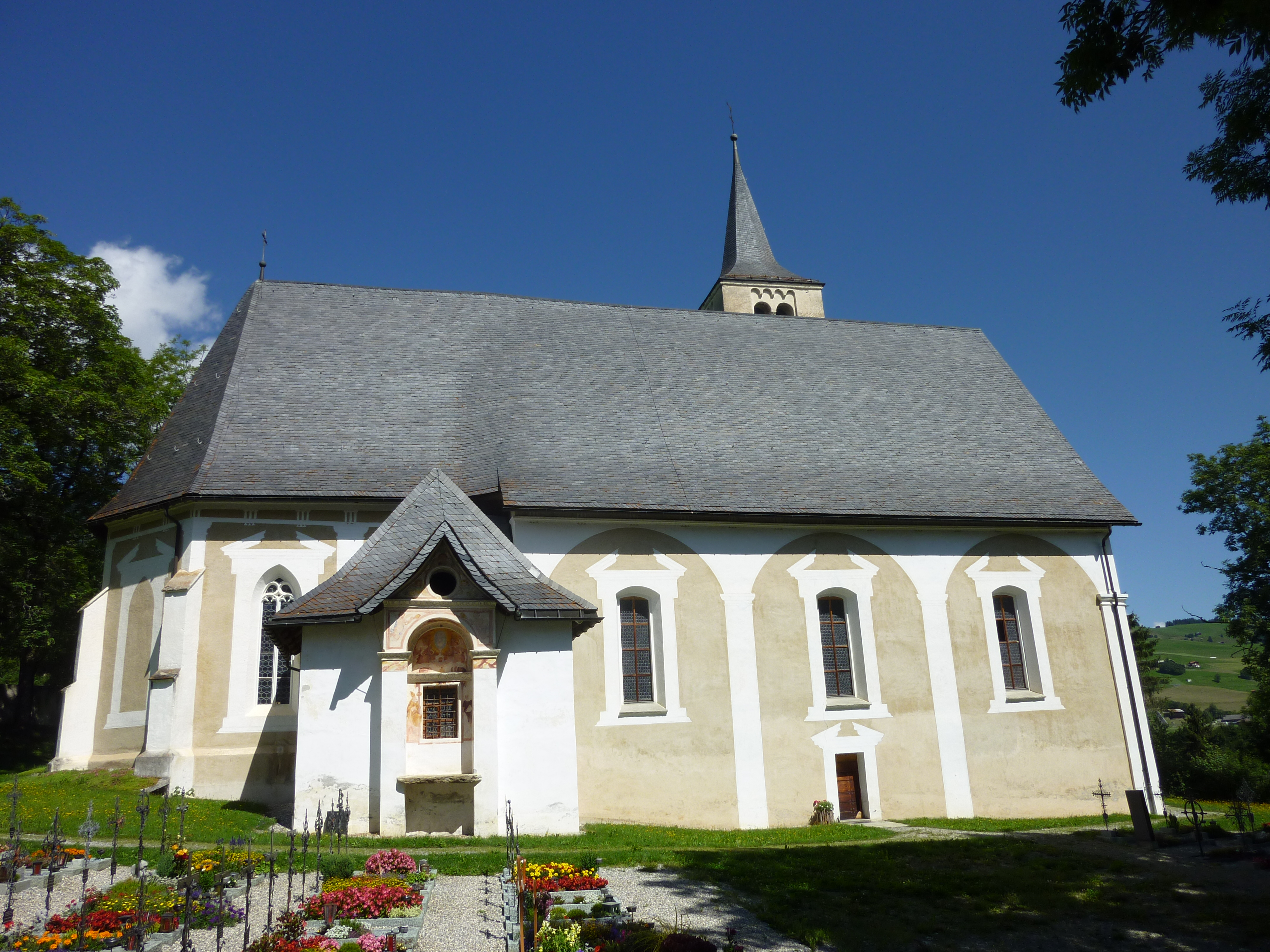
Südseite
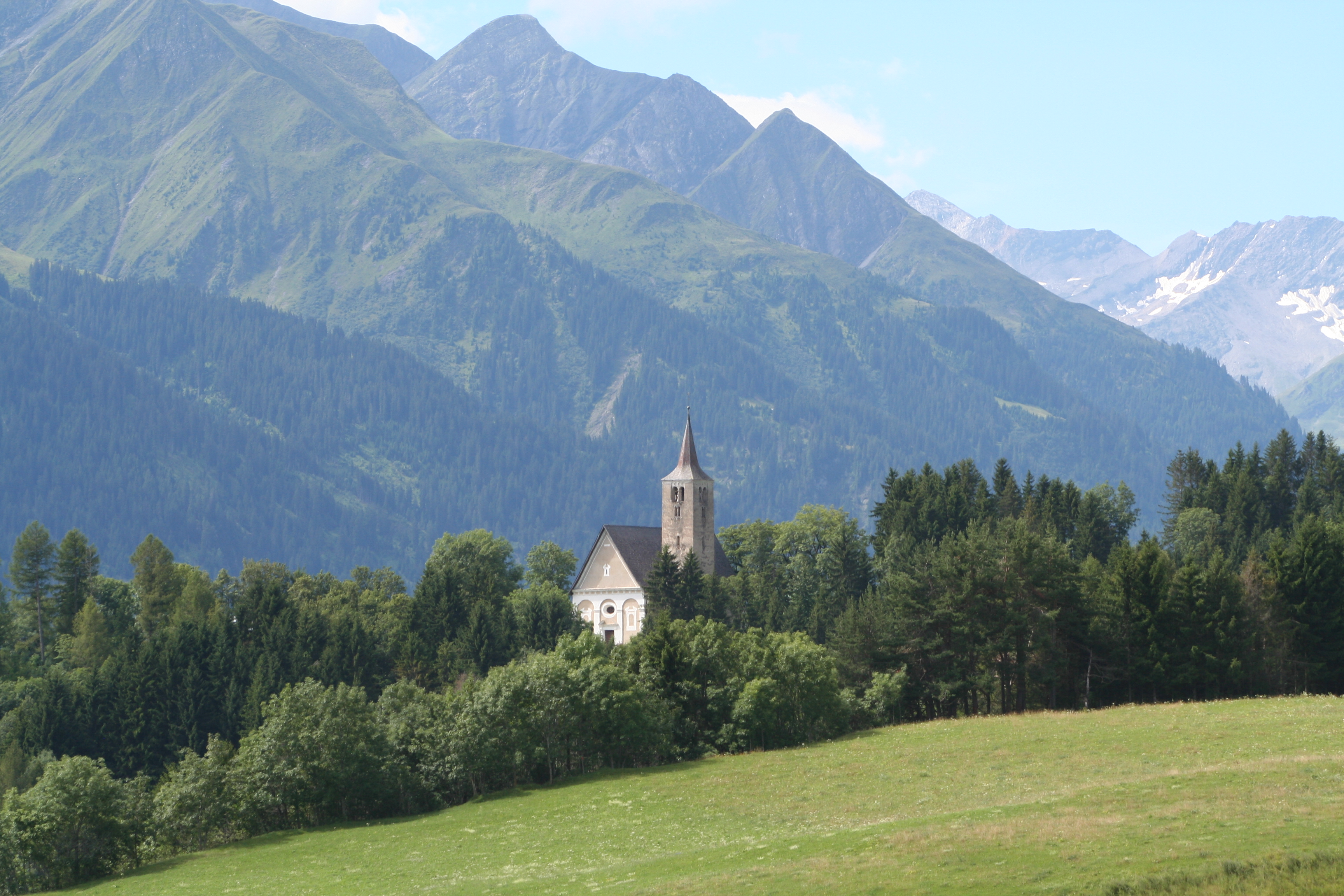
Ansicht von Osten
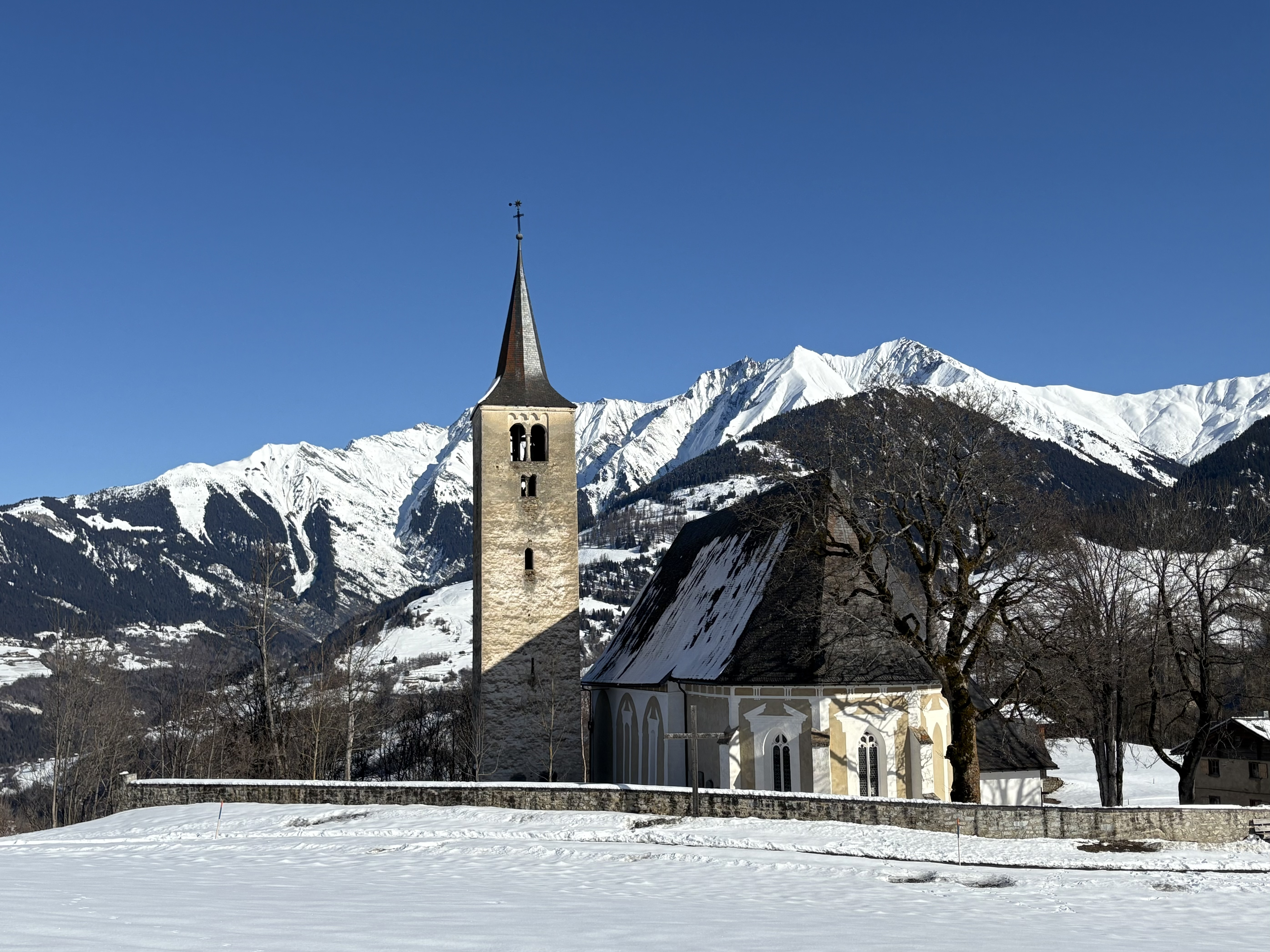
Winter 2025

## Baugeschichte

### Karolingische Dreiapsidenkirche
Wie Grabungen von 1982/83 zeigten, stand hier um 800 eine Dreiapsidenkirche. Heute steht die Eingangsfassade an der Stelle, wo die Apsiden standen. Das Fundament der Westmauer lag unter den heutigen Chorstufen. Ihre Ausdehnung betrug 12,5 auf 22,5 Meter. Ein noch früherer Vorgängerbau ist nicht bestätigt, wird aber auch nicht ausgeschlossen.

### Romanischer Bau
Im Verlaufe des 12. Jahrhunderts entstand auf den Fundamenten der karolingischen Kirche ein romanischer Neubau. Apsiden und die seitlichen Schiffsmauern wurden übernommen. Gleichzeitig wurde der Turm gebaut; Erwin Poeschel datiert ihn auf eine Zeit um 1100. Er wurde aus statischen Gründen von der Kirche abgerückt und war mit dem Kirchenchor durch einen Gang verbunden. Östlich davon lag eine kleine Sakristei.

### Gotischer Bau

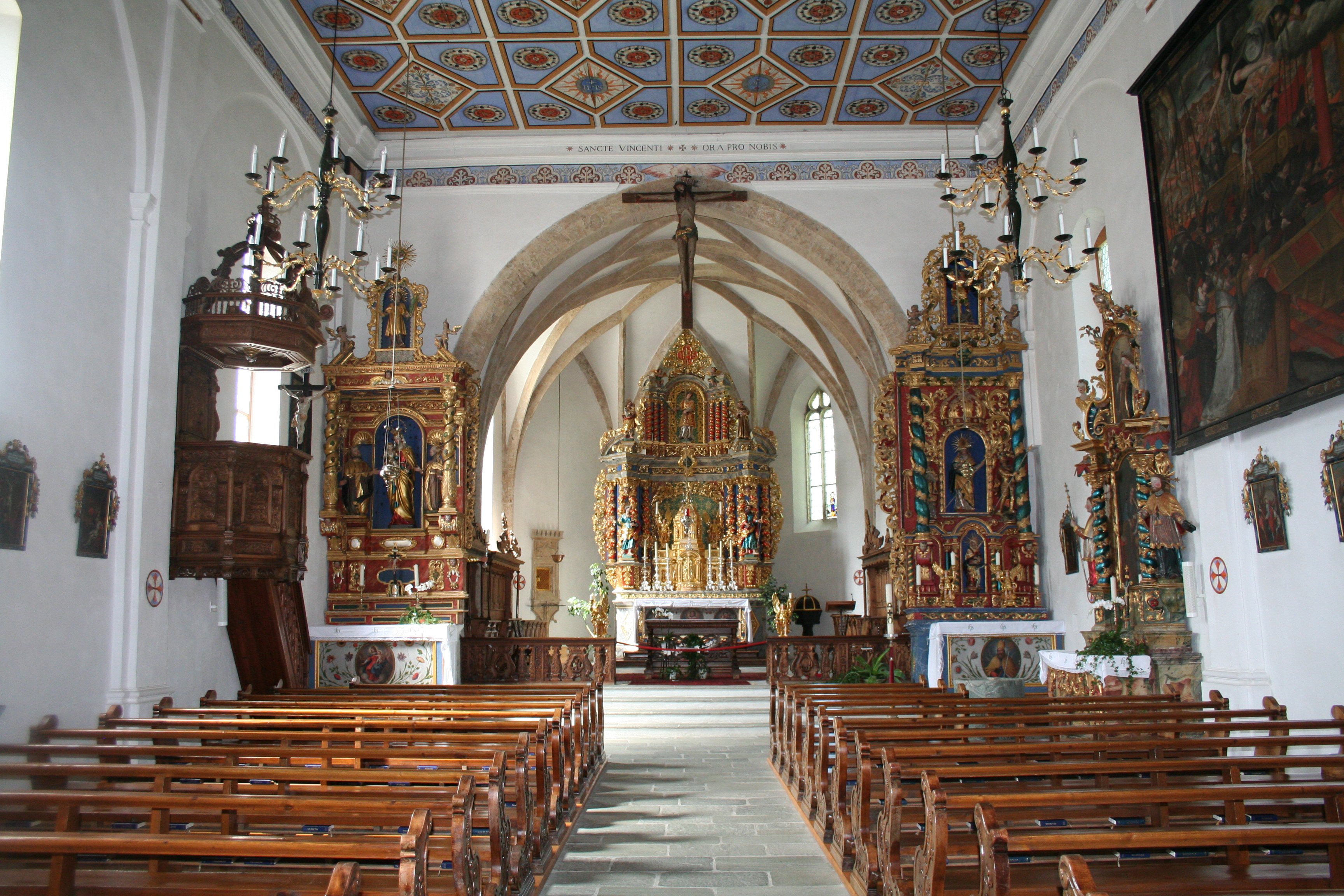
Blick zum Chor

Um 1500 wurde der Dreiapsidenchor im Osten abgebrochen und an seiner Stelle eine gerade Mauer erstellt. Gleichzeitig wurde im Westen ein geräumiger Polygonalchor mit einem Sterngewölbe errichtet. Das steil abfallende Gelände im Osten verhinderte eine Vergrösserung des Chors; dies erklärt, warum die Kirche nicht geostet ist. Die romanische Chorschranke und die zwei Chorstufen wurden beibehalten. Der so abgetrennte Teil diente als Grablege.  Aus gotischer Zeit stammen auch die Stipites des Hochaltars und der beiden Seitenaltäre. Der Eingang lag im Osten der Südwand.

### Barockbau
1661/62 erfolgte eine zurückhaltende Barockisierung. Die Ostwand wurde um eine Mauerbreite nach Osten versetzt und die früher wohl gotischen Fenster im Schiff wurden durch barocke Halbrundfenster ersetzt. Der Eingang wurde zugemauert und durch eine Türe in der Mitte der Wand ersetzt. Das Hauptportal kam an die Ostwand zu liegen. Aus dem Jahr 1661 stammt die in Rechtecke und Rhomben eingeteilte bemalte Decke.
Am 8. September 1662 fand eine Neuweihe der Kirche und eines neuen Rosenkranzaltars auf der Evangelienseite durch Bischof Ulrich IV. de Mont aus Vella statt. Später wurde die Sakristei nach Süden verlegt.

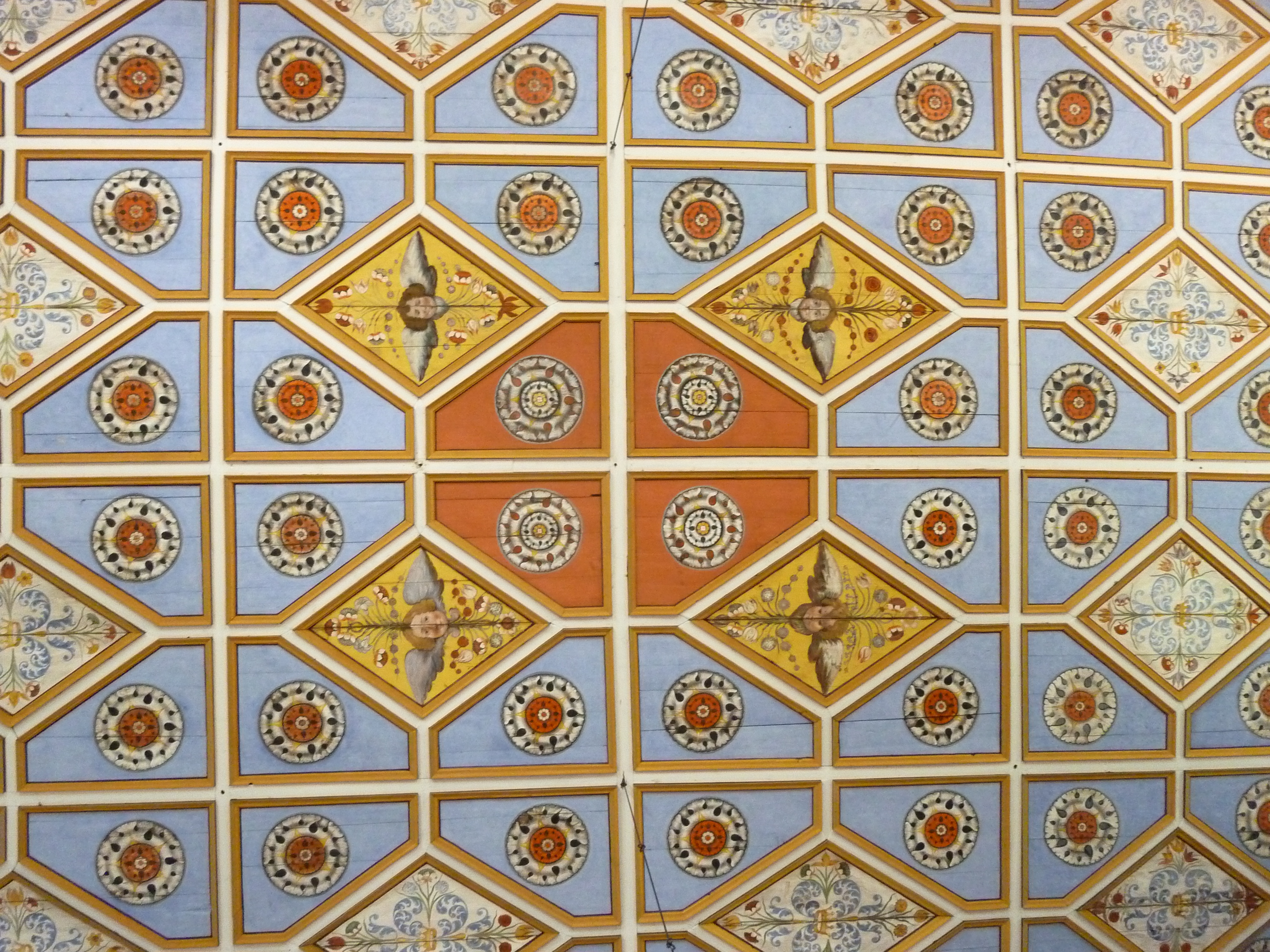
Ausschnitt der Decke
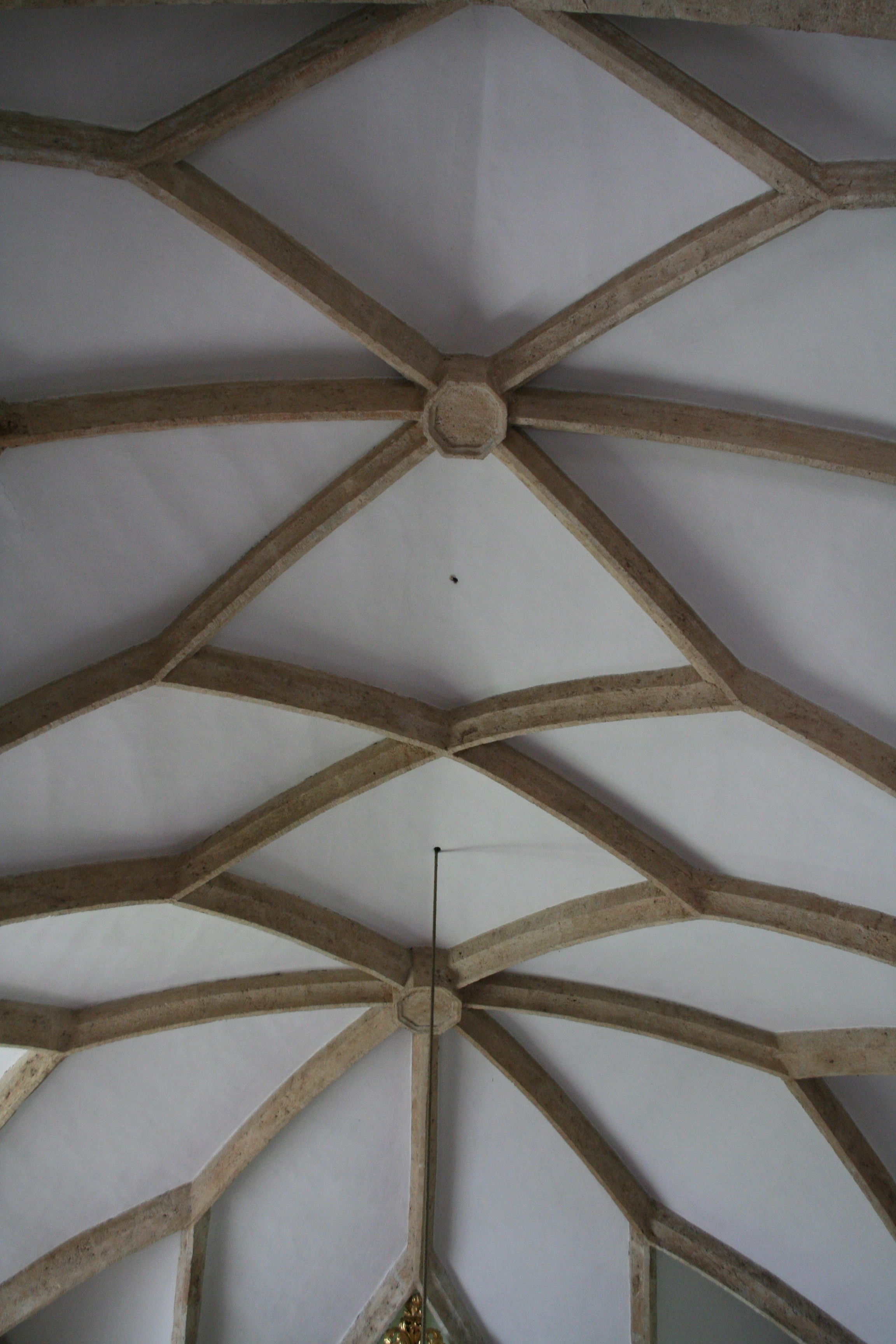
Netzgewölbe
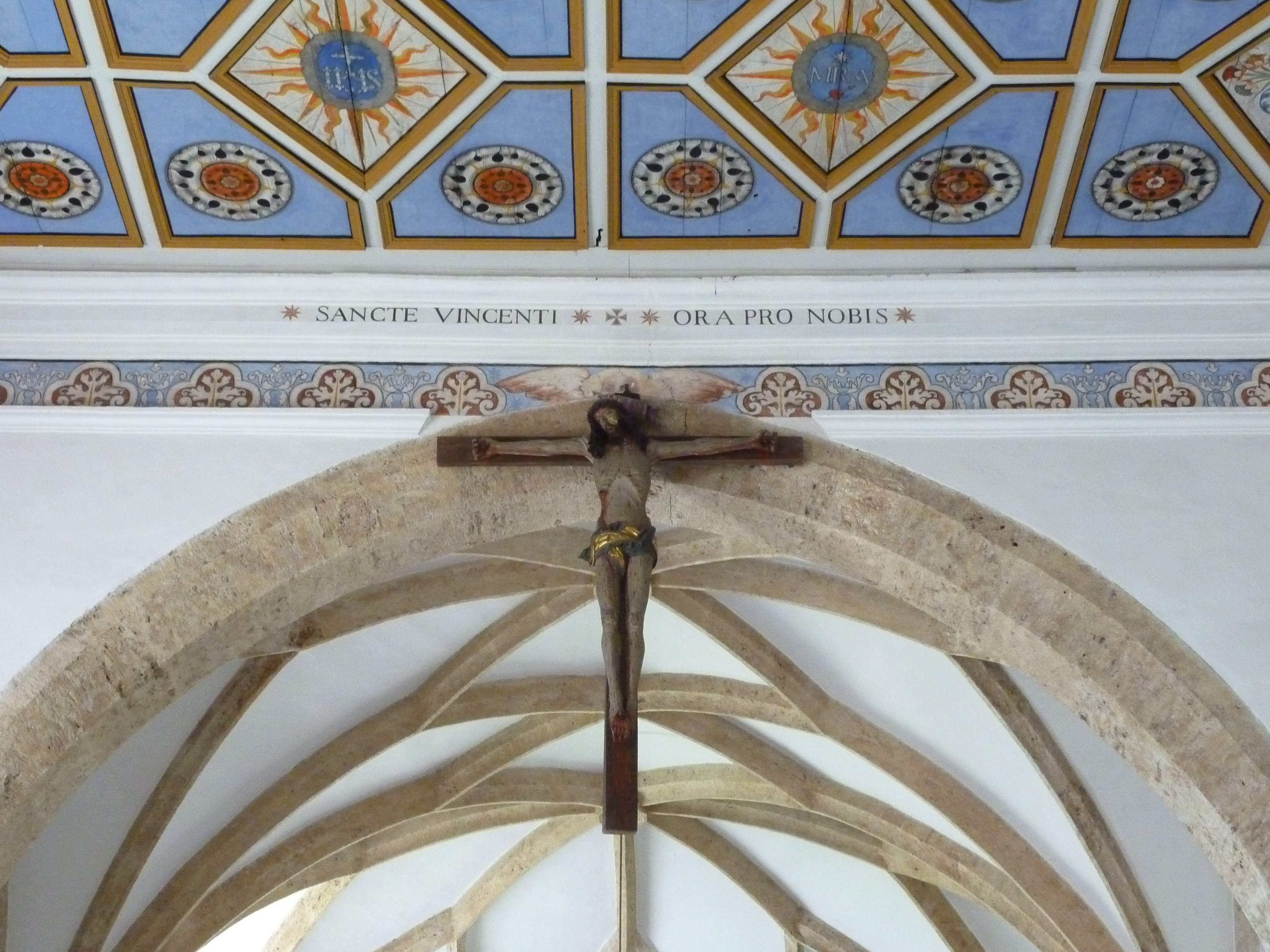
Chorbogen

## Ausstattung
Der hölzerne zweigeschossige Hochaltar mit Pilastern und gewundenen Säulen und üppigem Rankenwerk wurde 1726 von Johannes Ritz geschaffen. Vor den unteren Pilastern stehen die Heiligen Petrus und Paulus, im Giebel St. Vinzenz. In den Altar integriert ist der tempelartige Tabernakel mit zwei Leuchtengeln, der 1643 schon vorhanden war.
Die hölzernen Seitenaltäre, rechts der St. Konrad-Altar von 1743, links der Rosenkranzaltar von 1694, stammen aus der Spätrenaissance.  An der Nordwand steht ein St. Anna-Altar, erbaut 1763 von Johannes Trubmann. An der nördlichen Chorwand hängt ein Renaissance-Flügelaltar von 1630, der Hans Jakob Greutter aus Brixen zugeschrieben wird, der auch in anderen Dörfern der Surselva tätig war.

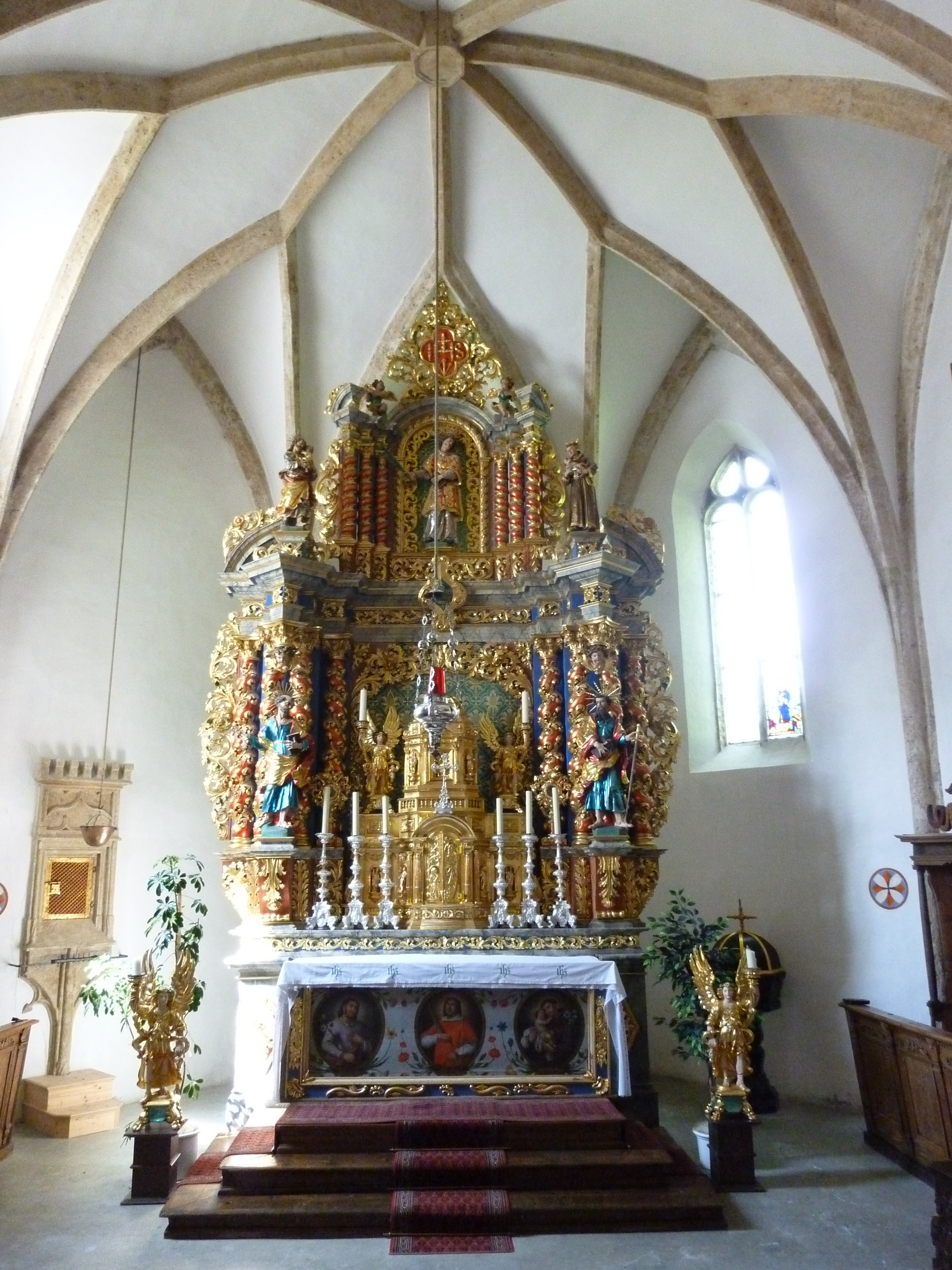
Hochaltar
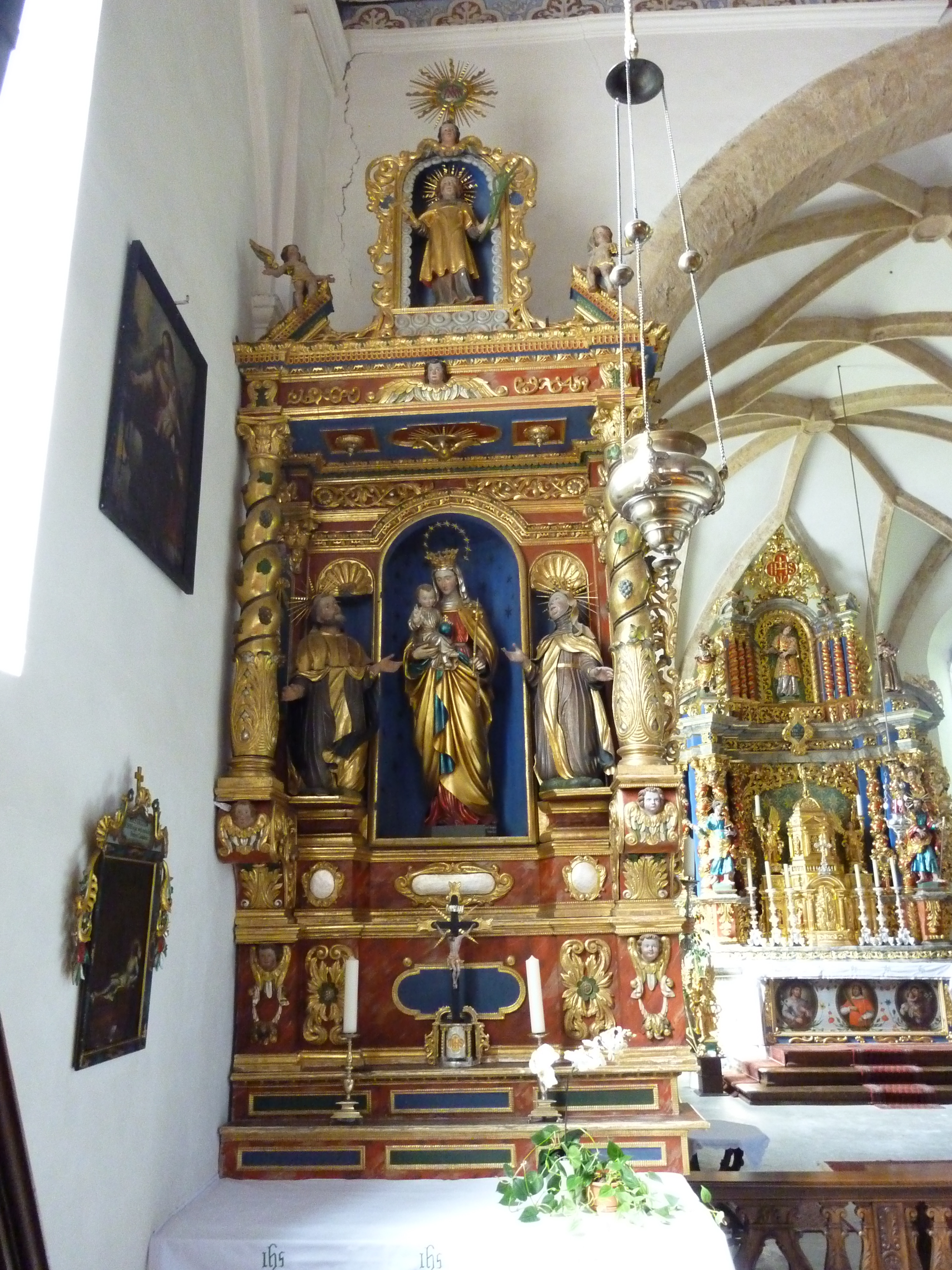
Rosenkranzaltar
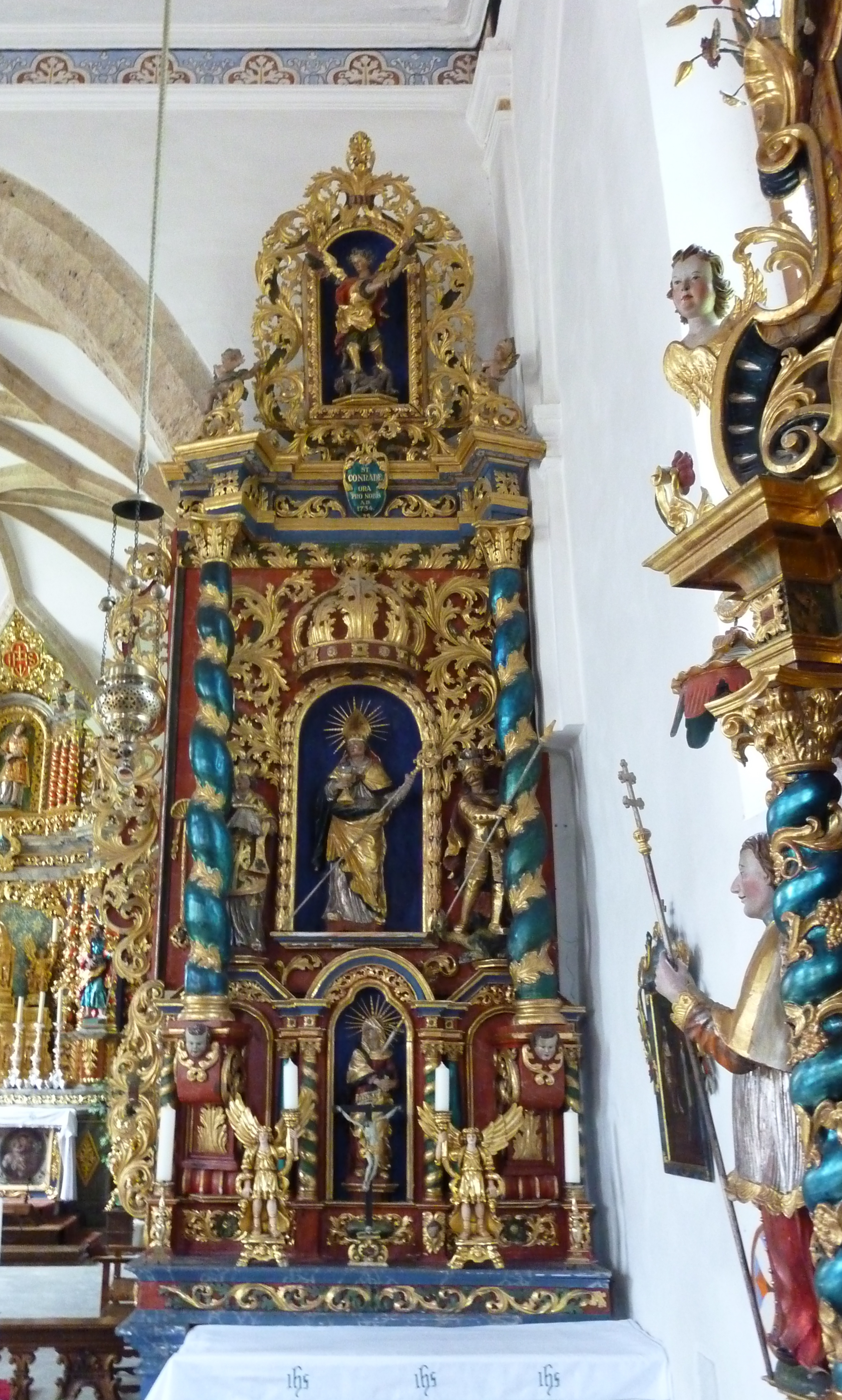
St. Konrad-Altar
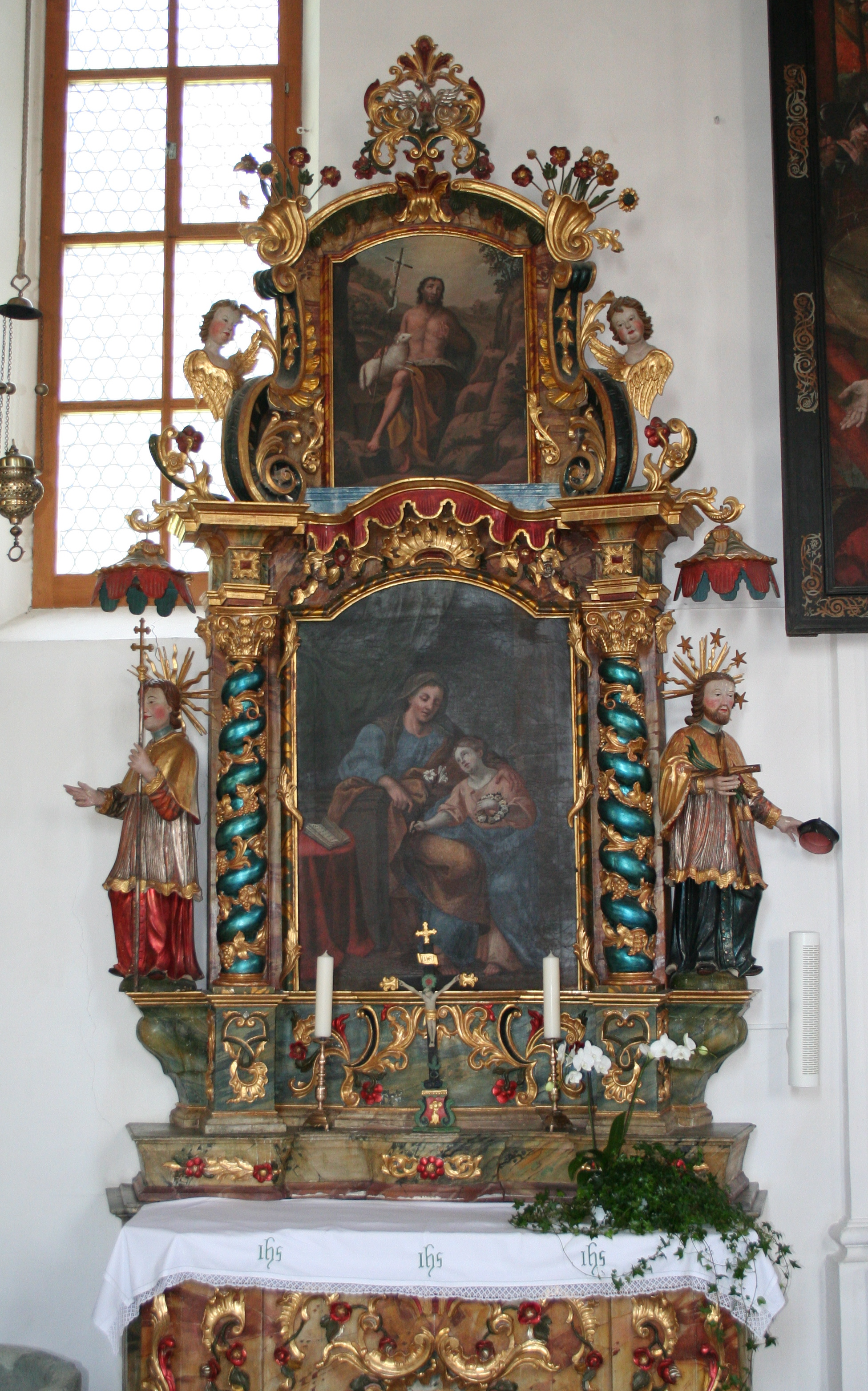
St. Anna-Altar

## Übrige Ausstattung

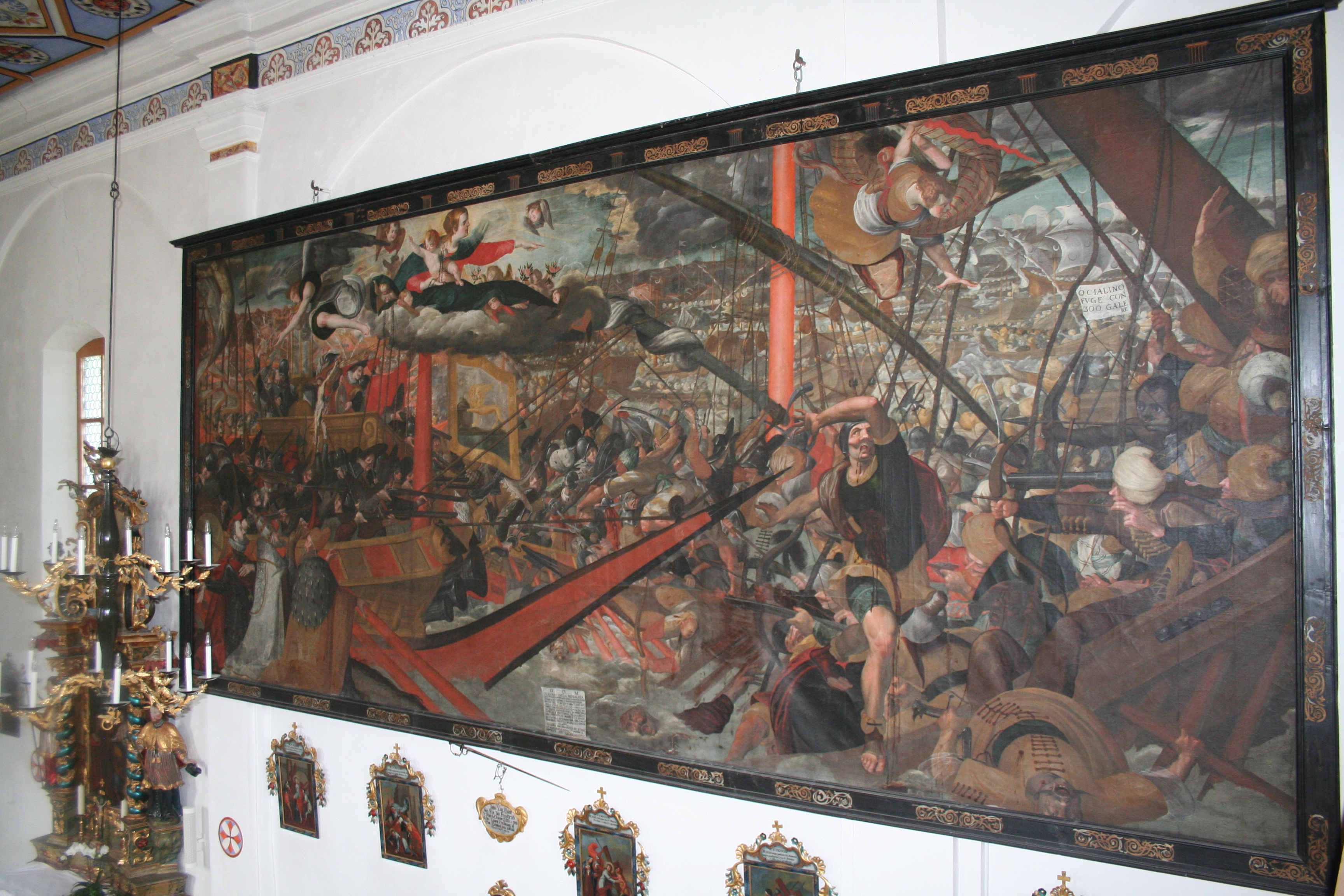
Gemälde der Seeschlacht von Lepanto

- Das grosse Gemälde an der Nordwand in Öl auf Leinwand misst 4 auf 9 Meter und wurde 1630 im Auftrag der Rosenkranzbruderschaft von Giovanni Battista Macholino gemalt 1656[1]. Dargestellt ist die Seeschlacht von Lepanto, in der die christlichen Alliierten die osmanischen Truppen besiegten.
- Der gotische Wandtabernakel besteht aus Tuffstein. Er ist mit seiner Höhe von 3,10 Metern neben dem Tabernakel der Churer Kathedrale der grösste des Kantons.
- Das lebensgrosse spätgotische Kruzifix im Chorbogen stammt wie der Tabernakel aus der Zeit um 1500.
- Die polygonale Kanzel ist mit Freisäulen besetzt und datiert aus dem Jahr 1674.
- Das Chorgestühl mit Pilastern datiert in die Zeit um 1650; die Bekrönung mit ausgesägten Drachen stammen aus dem Jahr 1694.
- Der aus einem Stück gemeisselte Taufstein stammt aus dem Ende des 13. Jahrhunderts. Ursprünglich war der fussförmige Vorsprung in den Boden eingegraben. Er war 1661 vor den neu gestalteten Eingang versetzt worden. Seit 1984 steht er wieder in der Kirche.

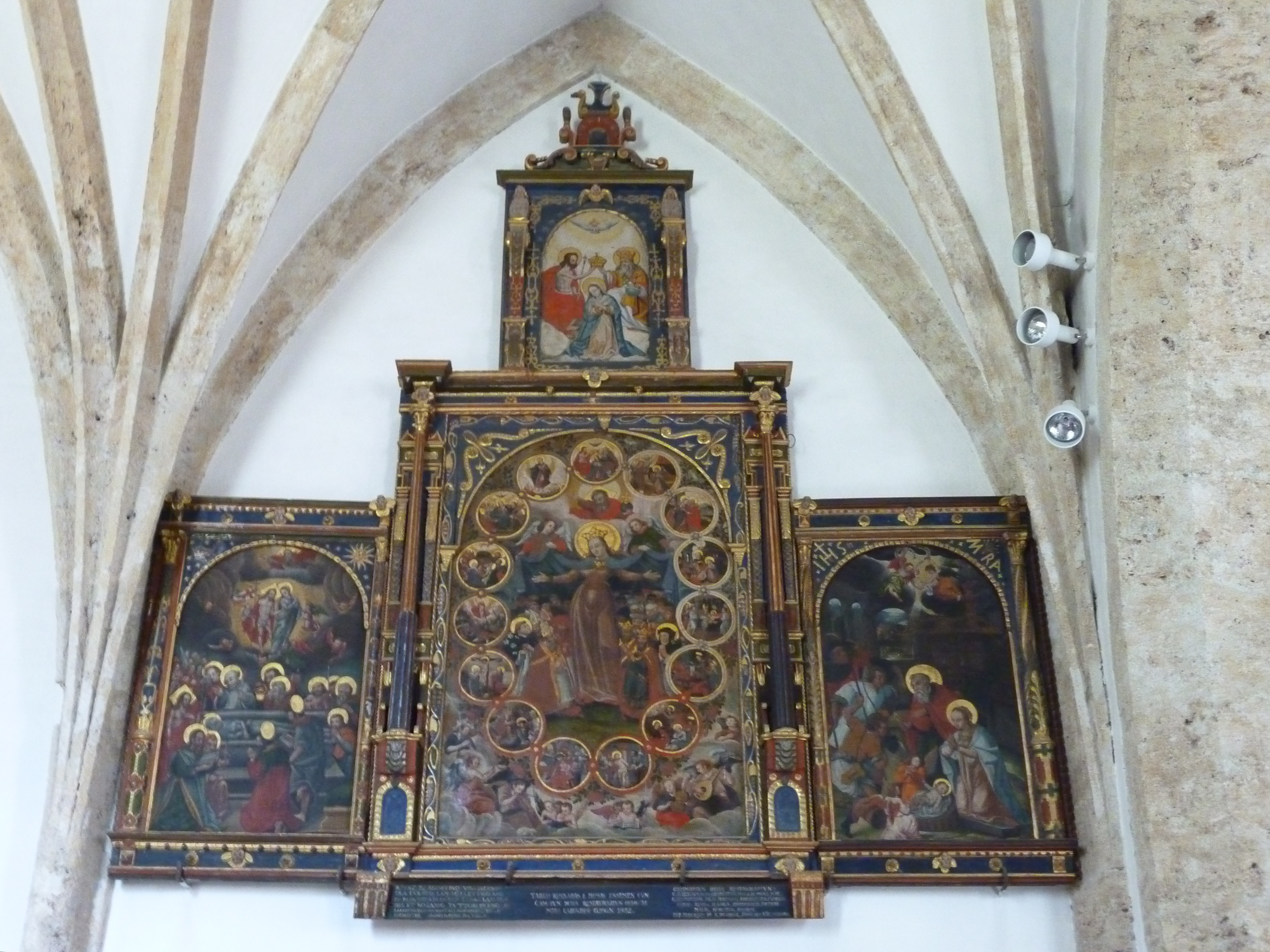
Flügelaltar von Hans Jakob Greutter
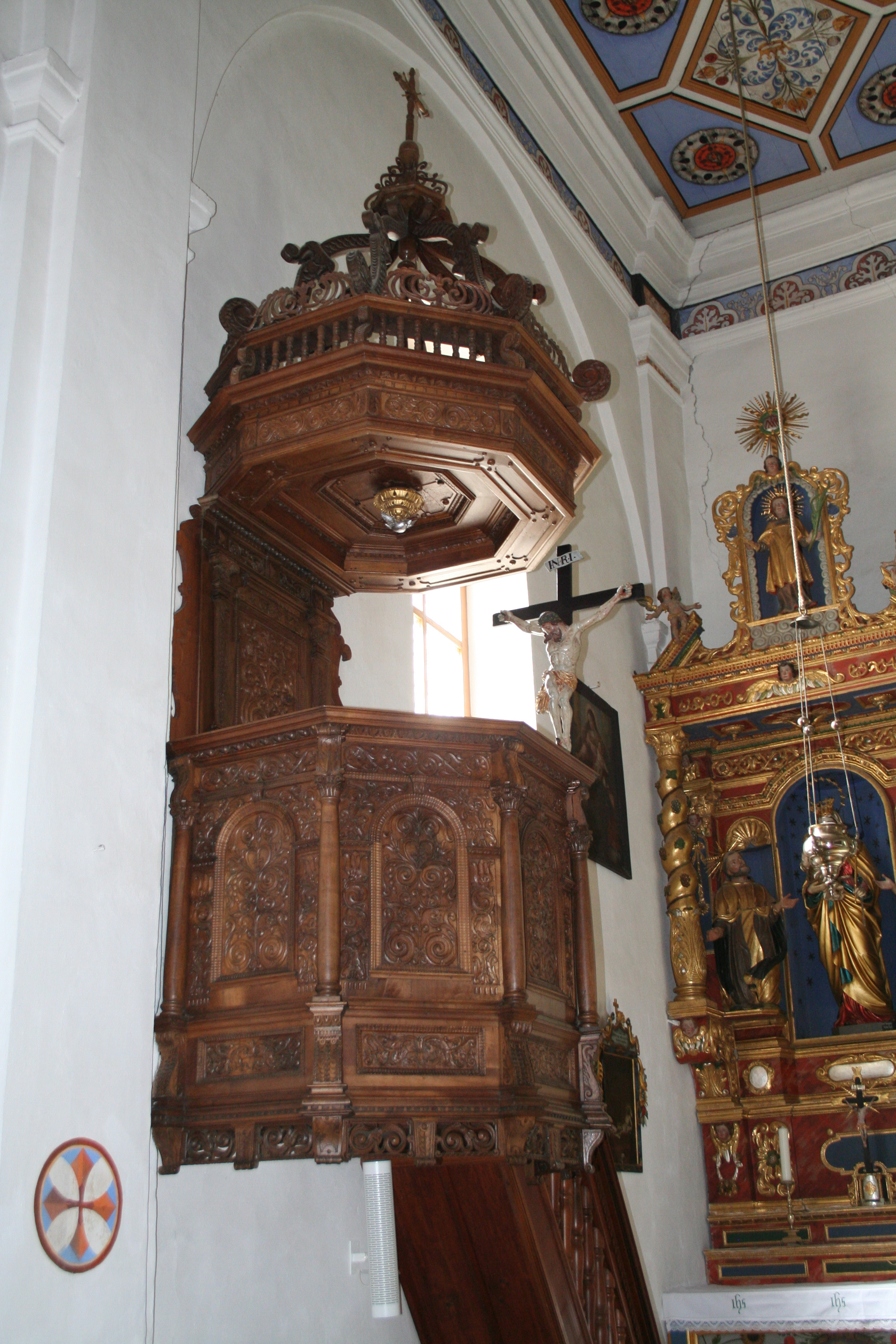
Kanzel
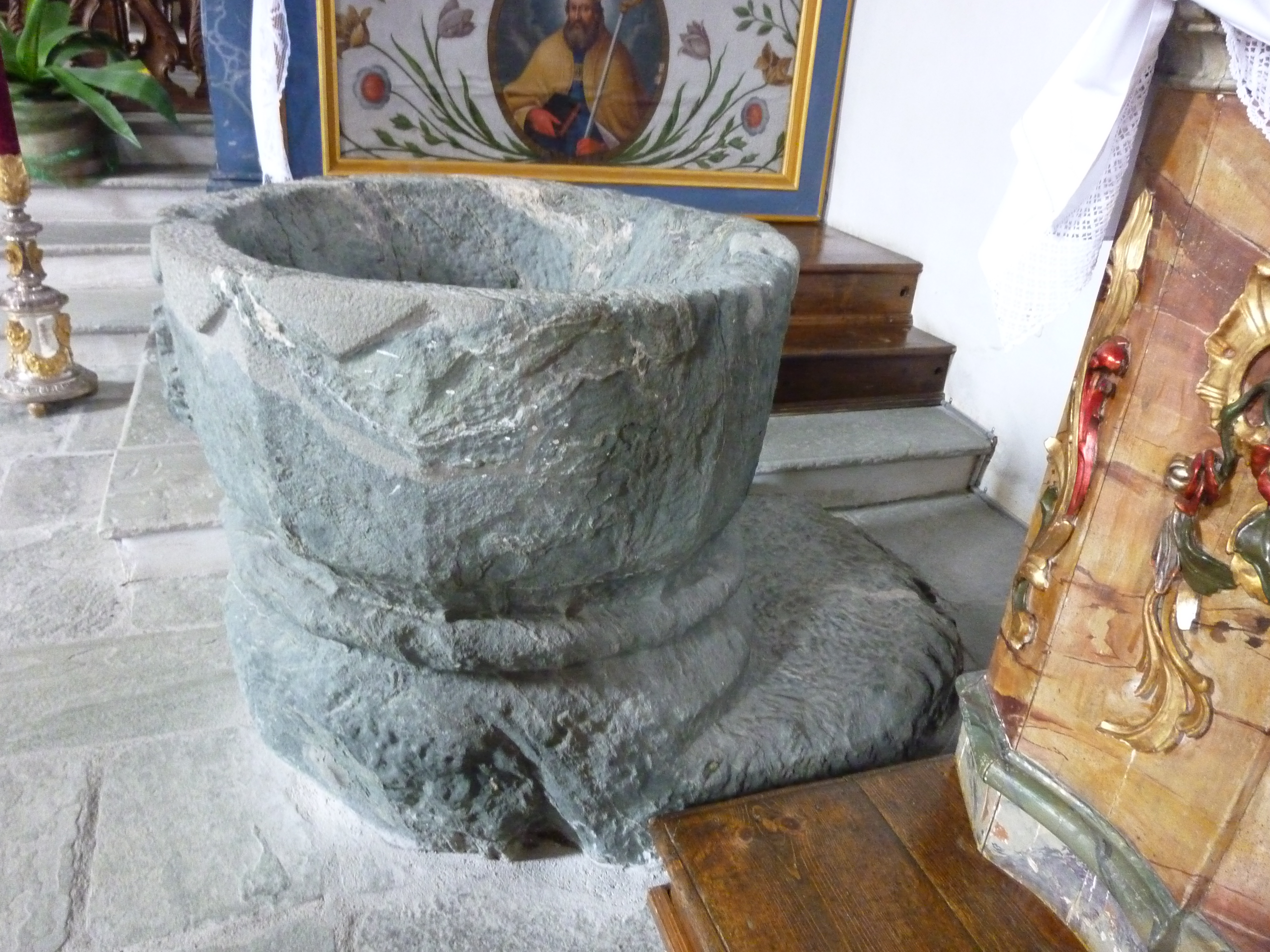
Taufstein aus dem Ende des 13. Jahrhunderts
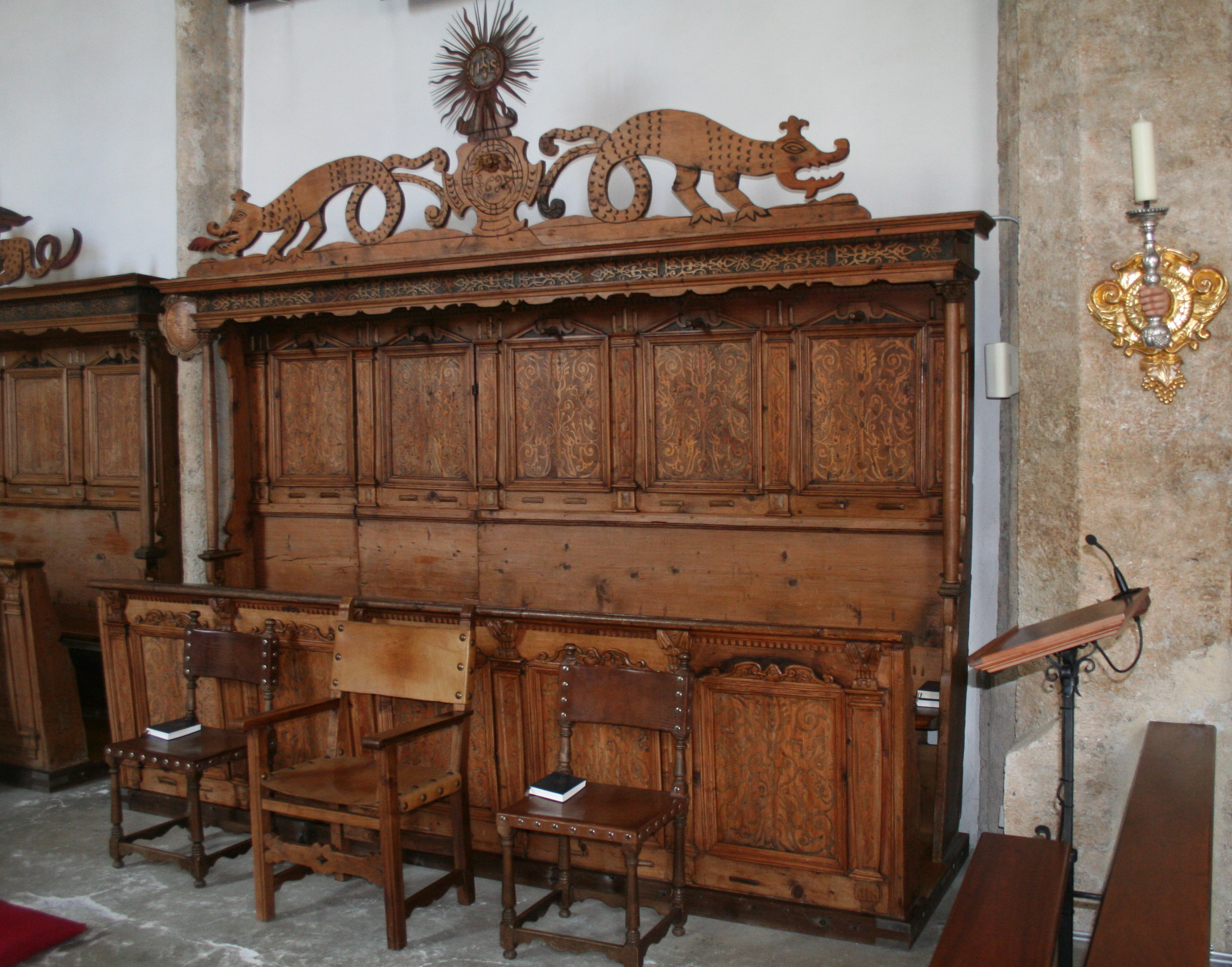
Chorgestühl
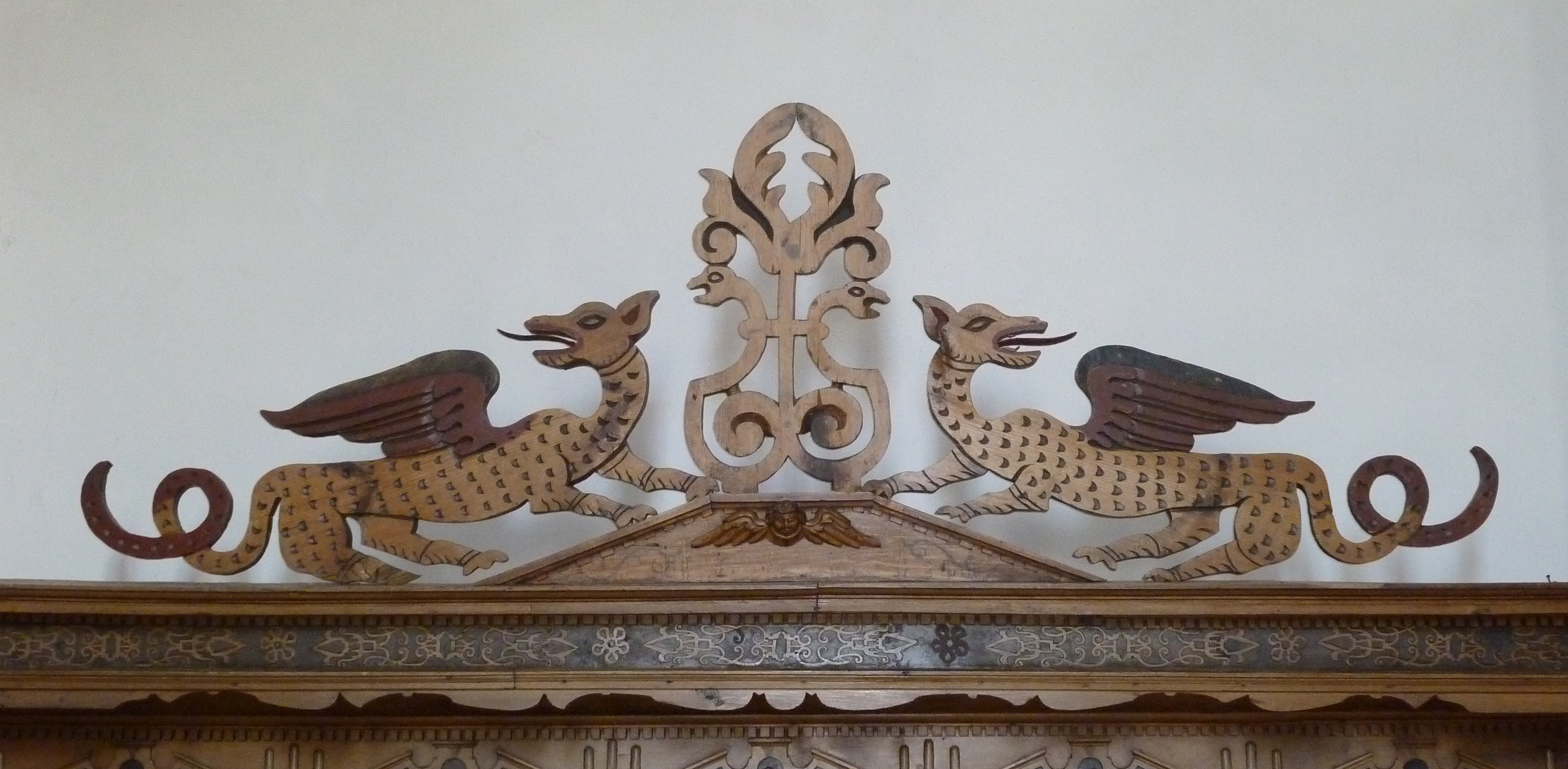
Drachen über dem Chorgestühl

Orgel

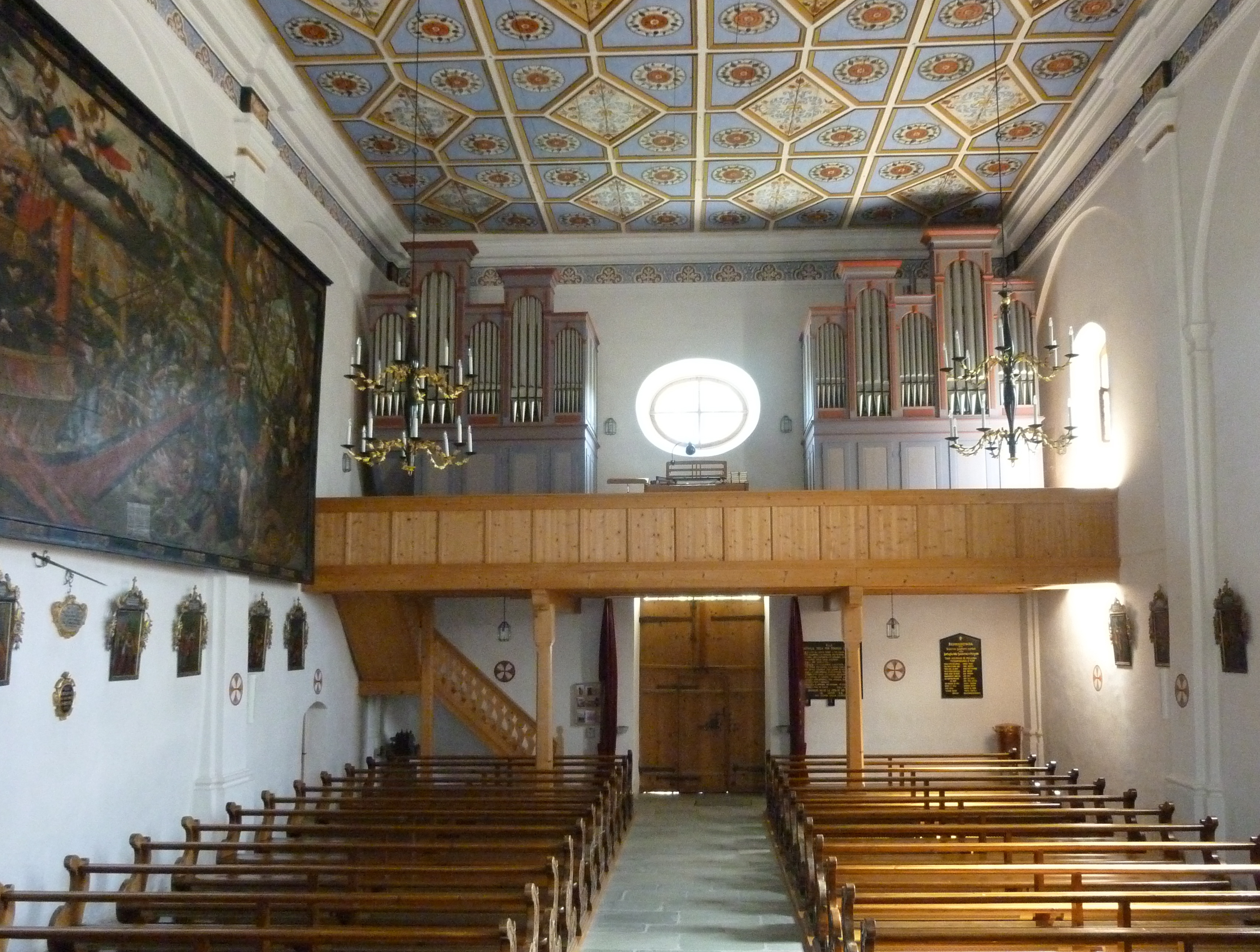
Blick zur Empore

Auf der Empore im hinteren Teil der Kirche befindet sich die Orgel in zwei symmetrischen  Gehäusen links und rechts eines Rundfensters. Sie wurde 1898 von Orgelbauer Max Klingler erbaut und verfügt über 18 Register auf zwei Manualen und Pedal. Anlässlich einer Revision im Jahr 1985 durch Orgelbau Kuhn AG, Männedorf wurde ein neues Gehäuse geschaffen. 2014 erfolgte eine Generalrevision durch Späth Orgelbau AG, Rüti.

## Sonstiges

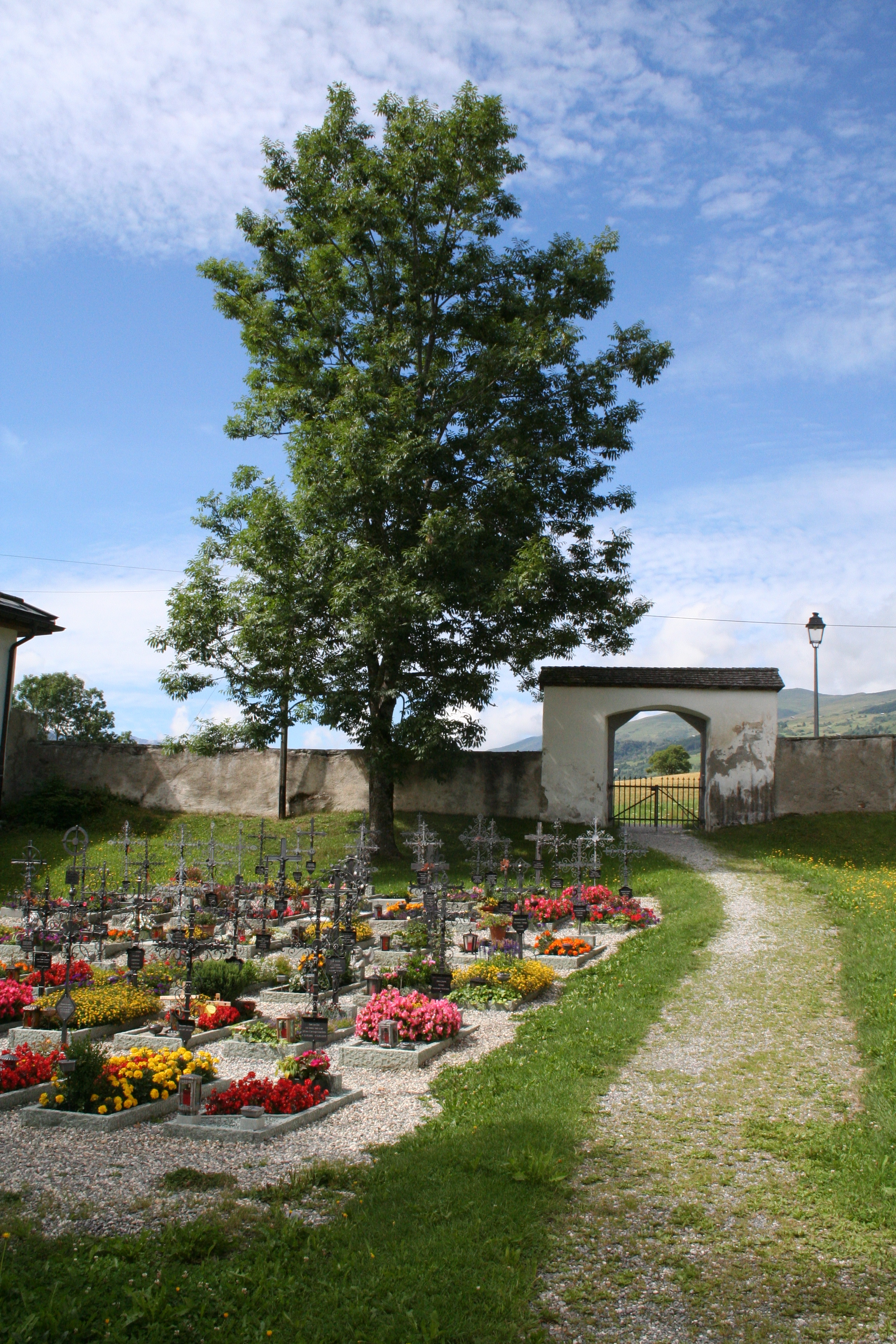
Friedhof und Eingang

Die Frauen dürfen in der Kirche zu Pleif rechts sitzen und zuerst zur Kommunion gehen. Nach der Überlieferung ist dies die Anerkennung dafür, dass sich die Lugnezer Frauen 1352 während der Belmonter Fehde bei der Porclas Cumbel heldenhaft am Kampf beteiligt und den Feind in die Flucht geschlagen haben sollen. Historiker erklären die ungewohnte Sitzordnung hingegen mit der Verlagerung des Kirchenchors von Ost nach West um 1500. Demnach behielten die Frauen auch nach dieser Kehrtwendung ihre Seite und sitzen deshalb rechts statt wie üblich links.
Dank der ausgezeichneten Akustik ist die Kirche St. Vinzenz in Pleif als Konzertraum gefragt.